# Чуждестранен легион за териториална отбрана на Украйна
Чуждестранният легион за териториална отбрана на Украйна (на украински: Інтернаціональний легіон територіальної оборони України) е военна единица на Силите за териториална отбрана на Украйна, създадена от правителството на Украйна по искане на президента Володимир Зеленски да се бият против руската инвазия в Украйна.
На 6 март 2022 г. украинският външен министър Дмитро Кулеба заявява в съобщение, че повече от 20 000 доброволци от 52 държави са се включили доброволно да се бият за Украйна. Съобщава се, че още няколко хиляди са се присъединили след това. Той не споменава името на родните страни на доброволците, като казва, че някои от страните забраняват на своите граждани да се бият за други държави.

## История

### Сравнения с интернационалните бригади
Много коментатори сравняват формирането на Чуждестранният легион с интернационалните бригади от Гражданската война в Испания. Интернационалните бригади са сформирани от чуждестранни доброволци, които подкрепят Втората испанска република срещу националистическата фракция, водена от фашисткия генерал Франсиско Франко, която се опитва да свали републиката.
Други коментатори разкритикуват това сравнение. Себастиан Фабер от колежа Оберлин твърди, че изобразяването на легиона като част от война между фашизма и антифашизма рискува да играе „по свирката на Кремъл, който се стреми да изобрази „специалната военна операция“ като усилие за „денацификация“ на западната му съседка." Докато доброволците в Испания обикновено нямат военен опит, то тези в Украйна обикновено имат предишен такъв. Освен това, бригадите са организирани от Комунистическия интернационал и са съставени предимно от комунисти с опит в работническите движения, докато Украинският легион е съставен от доброволци от по-широк спектър от идеологии, включително националисти и десни идеологии.

### Преди формирането и украинските доброволчески батальони
Формирането на Чуждестранния легион се основава на украинските доброволчески батальони, използвани след началото на войната в Донбас през 2014 г. Въпреки че тези части са официално интегрирани в украинските въоръжени сили, някои части като Грузинския легион все още имат известна автономия в рамките на въоръжените сили. Преди сформирането на Чуждестранния легион, грузинският легион е използван за обучение на англоговорещи чуждестранни доброволци, тъй като отрядът говори английски език. Каспер Рекявек, изследовател на чуждестранните бойци в Украйна, смята, че по-голямата част от западните бойци преди руската инвазия в Украйна през 2022 г. са преминали през Грузинския легион. Други чуждестранни доброволчески батальони в украинската армия включват батальон „Джохар Дудаев“ и батальон „Шейх Мансур“ – и двата сформирани от антируски и анти-Рамзан Кадиров чеченци и тактическата група „Беларус“ (сформирана от белоруси противници на режима на Александър Лукашенко), Доброволческият батальон Азов, първоначално сформиран от националисти и неонацисти местни украинци, набира няколко членове и от чужди нации, обикновено набирайки чрез чужди неонацистки и подобни екстремистки организации.
Подписаните през 2015 г. споразумения от Минск изискват изтеглянето на „чуждестранни наемници“ от двете страни на войната в Донбас, като забраняват чуждестранните доброволци както от украинската страна, така и от руската сепаратистка страна на войната.

### Формиране
Под ръководството на президента Володимир Зеленски подразделението е създадено, за да се присъедини към отбраната на Украйна срещу руската инвазия през 2022 г., като формирането му е обявено в изявление на украинския външен министър Дмитро Кулеба на 27 февруари 2022 г. Кулеба го популяризира в Туитър, приканвайки отделни лица да кандидатстват и заявявайки, че „заедно победихме Хитлер и ще победим и Путин“. На 7 март украинските въоръжени сили публикуват първата снимка на войници на Чуждестранния легион в окопите от покрайнините на Киев и обявява, че нова група отива на фронтовата линия всеки ден.
Рекявек твърди, че формирането на Чуждестранния легион е „опит за интернационализация на конфликта чрез мобилизиране на западни хора за украинската кауза. Това развитие също ще помогне за смущение на западните правителства, които в очите на много украинци не правят достатъчно, за да подкрепят Киев."

### Атака над военна база „Яворов“
На 13 март руски ракети поразяват военна база „Яворов“ близо до полската граница, като убиват 35 души и са ранени 134 души, според украински официални лица. Руското министерство на отбраната обявява, че е убило „до 180 чуждестранни наемници и е унищожило голяма партида чуждо оръжие“ и че Русия ще продължи атаките срещу чуждестранни бойци в Украйна; украинското министерство на отбраната заявява, че не е потвърдило наличие на чужденци сред загиналите. Около 1000 чуждестранни бойци са се обучавали в базата като част от украинския чуждестранен легион.
Според интервю с бивш германски доброволец, идентифициран само като Петер, около 800 до 1000 души са били в базата по време на руската атака, от които 100 се смятат за загинали. Друго интервю с шведски доброволец, Маркус Фредриксон, твърди, че цялата база е унищожена.
След атаката, украинските сили извозват международни доброволци, които пожелават да се оттеглят, до границата с Полша.

## Обучение и селекция
Тези, които искат да се присъединят към легиона, могат да го направят, като се свържат с аташето по отбраната на украинското посолство в съответната държава.
Изброените критерии за присъединяване включват предишен военен или медицински опит и представяне на документи като доказателство за военна служба на служител на Министерството на отбраната в украинското посолство. Хората са помолени да не носят собствените си оръжия в Украйна. Въпреки това, повечето от доброволците, които стигат до Лвов и кандидатстват, са приети.
Първият заместник-министър на вътрешните работи на Украйна, Евгений Йенин обявява през март 2022 г., че доброволците в легиона ще отговарят на условията за украинско гражданство, ако желаят. Необходимият изпитателен срок е продължителността на войната.
Съобщава се, че първоначалното обучение и подборът на доброволци са довели до „неравномерно“ представяне и че първоначалният прием е бил отхвърлен от украинските власти, като един анонимен украински генерал заявява, че „трябва да вземем само опитни бойни ветерани – т.е. урок, който научаваме... другите не знаят в какво се забъркват – и когато разберат, искат да се приберат вкъщи".

## Сили
В началото на март 2022 г. съветник на френското правителство потвърждава, че дузина френски граждани са в Украйна и вероятно са се присъединили към Чуждестранния легион.
Първата снимка, разпространена от украинските въоръжени сили на Чуждестранния легион, включва бойци от Обединеното кралство, Мексико, Съединените щати, Индия, Швеция и Литва. Украинското министерство на външните работи потвърждава самоличността и произхода на белгийски и финландски доброволец чрез видео интервюта в своя Twitter.
На 9 март 2022 г. National Post съобщава, че анонимен представител на Чуждестранния легион за териториална отбрана на Украйна е потвърдил, че 550 канадци в момента са в канадската бригада, която се бие в Украйна. Белгийският министър на отбраната Людивин Дедондер твърди на 15 март 2022 г., че един белгийски войник е напуснал, за да се присъедини към Чуждестранния легион, а друг е дезертирал, за да се запише в легиона.

## Руска реакция
На 3 март 2022 г. говорителят на руското министерство на отбраната Игор Конашенков предупреждава, че чуждестранните бойци ще бъдат третирани като незаконни бойци, които нямат право на закрила съгласно Женевските конвенции, което означава, че пленените чуждестранни бойци няма да получат статут на военнопленници и ще бъдат преследвани като наемници.
На 11 март обаче Москва обявява, че 16 000 доброволци от Близкия изток са готови да се присъединят към други проруски чуждестранни бойци, воюващи заедно със сепаратистите в Донбас. Видео, качено онлайн, показва въоръжени централноафрикански паравоенни формирования, които призовават да се бият в Украйна рамо до рамо с руските войски.
На 14 март Сирийската обсерватория за правата на човека (SOHR) съобщава, че Москва се стреми да вербува бойци от милицията на Ал Катарджи. На 20 март командирът на националните сили за отбрана Набил Абдала заявява, че силите му са готови да отидат в Украйна в очакване на заповеди от Дамаск.
На 18 март Хизбула публикува изявление, за да отрече слуховете, че ще позволят на своите бойци да помагат на руските сили в Европа.